# Jean-Pierre Papin
Jean-Pierre Papin (n. 15 septembrie 1963, Boulogne-sur-Mer, Franța) este un fost jucător francez de fotbal care a câștigat Balonul de Aur în 1991.
Papin a obținut cele mai mari succese pe vremea când juca pentru Olympique Marseille, între 1986 și 1992. Mai târziu a jucat pentru AC Milan, Bayern München, Bordeaux și Guingamp. Papin a fost selecționat de 54 de ori în echipa națională de fotbal a Franței. După ce a antrenat pentru scurt timp, s-a alăturat unei echipe de amatori, AS Facture-Biganos Boïen, în 2008, la 45 de ani.

## Titluri și premii
În martie 2004 a fost trecut de Pelé pe lista FIFA 100 cei mai buni 125 de jucători în viață.

### Ca jucător
Cupe
- Liga Campionilor UEFA: 1994
- Cupa UEFA: 1996
- Ligue 1:1988–89, 1989–90, 1990–91, 1991–92
- Coupe de France: 1988-89
- Serie A: 1993, 1994
- Supercupa Italiei: 1992
- Cupa Belgiei: 1986
- Kirin Cup : 1994

Premii
- Golgeter în Ligue 1:1988, 1988–89, 1989–90, 1990–91, 1991–92
- Jucătorul francez al anului: 1989, 1991
- Ballon d'Or: 1991
- Onze d'Or: 1991
- Face parte din FIFA 100
- Numit Joueur du Siècle (jucătorul secolului) de Olympique de Marseille

### Ca antrenor
Cu RC Strasbourg:
- Promovare din Ligue 2: 2006–07